# Сірква
Сірква (груз. სირქვა) — село в Грузії.
За даними перепису населення 2014 року в селі проживає 110 осіб.